# Петрово (Холмский район)
Петрово — деревня в Холмском районе Новгородской области, входит в Красноборское сельское поселение. Площадь территории относящейся к деревне — 17 га. В деревне 4 улицы: Восточная, Западная, Набережная и Центральная.
Деревня расположена на левом берегу реки Вица, у автодороги Р51 (Шимск — Невель). Петрово находится на высоте 48 м над уровнем моря. К северо-востоку от Петрова, ниже по течению Вицы — деревни Подфильни и Новая, а к юго-западу, выше по течению Вицы — деревня Ширяево.

## Население
Постоянное население деревни — 19 чел. (2009), хозяйств — 12. 
| 2010 |
| ---- |
| 20   |